# دوبال‌میوه همجوش
دوبال‌میوه همجوش (نام علمی: Dipterocarpus fusiformis) نام یک گونه از سرده دوبال‌میوه‌ها است.